# Plerguer
Plerguer är en kommun i departementet Ille-et-Vilaine i regionen Bretagne i nordvästra Frankrike. Kommunen ligger i kantonen Châteauneuf-d'Ille-et-Vilaine som tillhör arrondissementet Saint-Malo. År 2022 hade Plerguer 2 871 invånare.

## Befolkningsutveckling
Antalet invånare i kommunen Plerguer
Referens:INSEE